# Chloridolum dorycum
Chloridolum dorycum är en skalbaggsart som först beskrevs av Jean Baptiste Boisduval 1835.  Chloridolum dorycum ingår i släktet Chloridolum och familjen långhorningar. Inga underarter finns listade i Catalogue of Life.